# 엘레프테리오스 베니젤로스
엘레프테리오스 키리아쿠 베니젤로스(그리스어: Ελευθέριος Κυριάκου Βενιζέλος, 하니아의 무르니에스, 1864년 8월 23일 ~ 1936년 3월 18일)은 그리스의 저명한 혁명가이며, 20세기 초 카리스마적인 지도자이자 뛰어난 정치가였다. 수 차례 그리스 국무 총리직에 선출되어 1910년에서 1920년, 1928년에서 1932년까지 총리직을 역임했다. 베니젤로스는 그리스의 국내외 여러 문제에 깊은 영향을 남겨, "현대 그리스의 창건자"로 추앙받으며, 아직도 '에트나르히스'(ἐθνάρχης, '국가의 지도자')로 널리 불린다.
처음에 그는 국제 사회에서도 활동하여 크리티 자치국이 자치를 획득하고 나중에 그리스에 통합되는 데 중요한 역할을 했다. 곧 그는 그리스로 돌아와 정치적 교착 상태를 해결하고 국무 총리가 되었다. 그는 헌법 및 경제 개혁으로 그리스 사회의 현대화에 주춧돌을 놓았을 뿐 아니라 이후의 전쟁을 대비하여 육해군을 현대화했다.
발칸 전쟁(1912년~1913년) 때, 베니젤로스는 터키에 대항하는 발칸 연맹 창설에 지대한 공을 세웠다. 그의 지도력 덕분에 마케도니아, 이피로스, 에게해의 섬들을 해방시켜 그리스의 영토와 인구는 갑절로 늘었다.
제1차 세계 대전(1914~1918) 당시 그는 연합국 편에 서서 덕분에 그리스의 국경을 더 넓힐 수 있었다. 그러나 그의 외교 정책 때문에 국왕과 갈등을 빚어 국가적 분열이 일어났다. 이 문제로 왕당파와 베니젤로스파로 국론이 분열되어 수 십년간 그리스 정계와 사회에 폐단을 남겼다. 그의 업적에도 불구하고 베니젤로스는 1920년 총선에서 패했고, 이후 그리스는 그리스-터키 전쟁 (1919년 ~ 1922년)에서 패배했다.
이후 베니젤로스는 다시 총리직에 올라 그리스의 이웃 나라들과 정상 관계를 복원하고 그의 헌법 및 경제 개혁을 확대했다. 1935년 베니젤로스는 군사 쿠데타를 지원하기 위해 사임했으나 쿠데타는 실패하여 그가 시작했던 그리스 제2공화국을 크게 약화시켰다.

## 혈통과 유년기

### 조상
18세기에 베니젤로스의 조상들은 크라바타스(Cravvatas)란 성을 썼으며, 미스트라(스파르타)에 살았다. 1770년에 알바니아인들이 펠로폰네소스반도를 침공하던 중 크라바타스 가문 가운데 한 사람인 막내 베니젤로스 크라바타스가 크리티로 탈주하여 정착하였다. 그의 아들들은 부칭을 버리고 '베니젤로스'를 성으로 삼았다.

### 가족과 교육
엘레프테리오스 베니젤로스는 당시 오스만 제국의 지배를 받던 크레타섬 하니아 인근의 무르니에스에서 태어났으며, 아버지는 크리티의 혁명가인 키리아코스 베니젤로스였다. 1866년 크리티 반란이 일어나자 베니젤로스 가족은 아버지가 반란에 가담한 탓에 시로스섬으로 도주하였다. 이들은 크리티 귀환이 허가되지 않아서 1872년에 압둘 아지즈가 사면을 내릴 때까지 시로스섬에서 지냈다.
엘레프테리오스는 시로스의 에르무폴리스에 있는 중등 학교에서 마지막 학년을 마치고 1880년에 졸업장을 받았다. 1881년에는 아테네 대학교 법과 대학에 입학하고 법학에서 우수한 성적을 받았다. 1886년에 그는 크리티로 돌아간다. 크리티 섬 하니아에서 변호사로 일하였다. 생애 동안 그는 독서에 열심이었으며 언제나 영어, 이탈리아어, 독일어, 프랑스어를 익혔다.

### 정계 진출
베니젤로스의 유년기에 고향 크리티의 상황은 불안하였다. 당시 투르크 정부는 개혁 조치를 뒤엎어 국제적인 압력을 받게 되었으며, 크리티 사람들은 "배은망덕한 이교도들"을 버린 술탄 압뒬 하미트 2세를 보고자 하였다. 이러한 불안정한 상황에서 베니젤로스는 1889년 4월 2일에 선거를 통해 정계에 입문하여 크리티의 자유당 의원이 되었다. 대의원이었던 그는 그의 능변과 급진적인 주장으로 두각을 드러내었다.

## 크레타 정계 활동

### 크리티 반란

#### 배경
그리스 독립 전쟁 과정이나 그 이후에 크리티 섬에서는 그리스와 통합하기 위한 크리티 사람들의 열망으로 수많은 반란(1821, 1833, 1841, 1858, 1866, 1878, 1889, 1895, 1897) 이 일어났다. 크리티 반란 (1866년 ~ 1869년)에서 양측은 열강(영국, 프랑스, 러시아, 이탈리아)의 압력으로 합의에 이르러 할레파 조약을 맺었다. 나중에 이 조약은 이전에 크리티 사람들을 위한 양보 규정을 더한 베를린 조약의 규정에 포함되었다. 요약하자면 할레파 조약은 오스만 제국의 태수에 대항하려는 크리티 그리스인들에게 상당한 수준의 자치 정부를 보장하는 것이었다. 그러나 자신들을 오스만 투르크인으로 인식하는 크리티의 무슬림들은 이러한 조치에 불만을 품었는데, 이들 입장에서는 크리티의 행정이 섬의 그리스인 기독교도들의 손에 넘어가는 셈이었기 때문이었다. 사실 오스만 제국은 이 조약의 규정을 실시하자 못하여 두 집단 사이에 긴장을 악화시켰는데, 오스만 당국은 1880~1896년 사이에 상당한 군 병력을 파견하여 질서를 유지하고자 하였다. 이 시기에 '크리티 문제'는 신생 독립국 그리스와 오스만 제국간의 주요 외교 문제였다.
1897년 1월에 크리티 섬에서 폭력과 무질서가 심화되어 주민들이 두 편으로 갈라졌다. 하니아 와 레팀노에서 기독교 주민들을 학살하는 일이 벌어졌다. 그리스 정부는 여론과 극단적인 민족주의 집단인 친우회, 그리고 열강의 압력을 받아 마지못해 간섭에 나서 크리티의 그리스인들을 지원하기 위해 군함과 병력을 파견하기로 하였다. 열강은 크리티 섬을 점령하는 것 외에 선택의 여지가 없었으나 점령은 늦었다. 1897년 2월 3일에 콜림바리에 상륙한 2,000여명의 그리스 군대와 지휘관 티몰레온 바소스 대령은 자신이 "그리스인들의 임금의 이름으로" 섬을 점령하였다고 선언하였으며, 크리티와 그리스의 통합을 발표하였다. 이 일로 반란이 이윽고 섬 전체로 퍼졌다. 열강은 자국 함대로 크리티를 봉쇄하여 군대를 상륙하기로 결정하여 하니아로 향하던 그리스 군대를 막았다.

#### 아크로티리 사건
이때 베니젤로스는 섬에서 선거 유세를 다니고 있는 중이었다. 한번은 그가 "불타는 하니아를 보며" 하니아 근처의 말락사로 급히 갔는데, 이곳에는 반란군 2,000여명이 모여있었으며, 베니젤로스는 스스로 이들의 지도자가 되었다. 그는 평지에 있는 아크로티리의 터키군을 몰아내기 위해 다른 반란군과 함께 공격할 것을 계획하였다. (말락사는 고도가 높은 곳이다)  사람들은 아크로티리와 그의 역할에 대한 시를 썼으며, 신문 사설과 기사에서는 그의 용감함, 통찰력, 외교적 재능을 다루며 나중에 위인이 될 인물의 필수적인 자질이라고 썼다. 베니젤로스는 아크로티리에서 밤을 보냈으며, 그리스 국기를 세웠다. 터키군은 외국 제독들에게 도움을 요청하고 반란군을 공격하여 열강의 군함들이 아크로티리의 반란군 진지를 포격하였다. 포탄 파편으로 국기가 넘어지자 반란군은 즉시 국기를 다시 세웠다. 그해 2월에 그의 행적은 다음 인용문처럼 더욱 신화화되었다.
2월 20일에 제독들은 [그에게] 국기를 내리고 반란군을 해산하도록 명령하였다. 그는 거부하였다!

베니젤로스는 전함이 정박하고 있는 수다 항구로 돌아가 설명하기를, "당신들은 대포를 쏘고 있소! 하지만 우리 국기를 내리지 않을 것이오"... [국기가 포탄에 맞자] 베니젤로스는 앞으로 뛰어가는데 친구들이 그를 막으며 왜 귀중한 목숨을 헛되이 위험케 하려느냐고 말했다.

1897년 2월에 그 유명한 날에, 그는 보호 열강의 명령을 거부하였으며, 그리스의 신문에서는 유려한 문장으로 "유럽의 해군에 도전하였다."

오늘날 유순한 외교가의 치하에서 크리티의 투르크인들을 괴롭히는 혁명가이자 하니아의 언덕에서 소규모 반란군 무리와 진을 치고 있는 대담한 지휘관인 그가 열강의 함대와 영사들에게 도전하였다!

포격이 있던 같은 날 저녁에 베니젤로스는 아크로티리에 있던 모든 수령들의 서명을 받아 외국 제독들에게 항의 서한을 보냈다. 그는 크리티에 터키인들을 남겨놓지 않기 위하여 반란군은 유럽 전함의 포탄에 모두 죽을 때까지 자기 자리를 지키고 있을 것이라고 썼다. 이 서한은 의도적으로 해외 언론에 유출되어 그리스와 유럽에서 동정 여론을 일으켰으며, 유럽에서 크리티 기독교도들의 대의에 동조하는 여론이 분명해졌으며, 이들에게 찬사를 바쳤다.

#### 테살리아의 전쟁
3월 2일에 열강은 그리스 정부와 오스만 제국에 구두 서한을 보내, 크리티를 술탄의 종주권 하에 자치국으로 삼는 방식으로 '크리티 문제'의 실현가능한 해결책을 제시하였다. 3월 5일에 오스만 궁정은 답신을 보내, 원칙적으로 이 제안을 받아들인다고 하였으나, 3월 8일에 그리스 정부는 열강의 제안이 만족스럽지 못하며 크리티와 그리스의 통합이 유일한 해결책이라고 고집하며 이에 거부하였다.
크리티 반란군의 대표자였던 베니젤로스는 1897년 3월 7일에 어느 러시아 군함에서 열강의 제독들과 만났다. 회동에서 별다른 진전은 없었으나, 베니젤로스는 제독들에게 설득하기를, 자치와 통합의 문제에 대해 사람들의 의견을 파악하기 위해 자신을 보호하여 크리티 섬을 일주할 수 있게 해달라고 청하였다. 이때 크리티 주민 대다수는 그리스와 크리티의 통합을 지지하고 있었으나 이후 테살리아에서 사건이 일어나면서 갑작스레 여론이 자치쪽으로 선회하였다.
크리티에서 반란이 일어나고 그리스가 지원군을 보내자 이에 대응하여 오스만 제국은 발칸의 자국 군대 상당수를 그리스 국경과 가까운 테살리아 북부로 재배치하였다. 이에 그리스는 테살리아의 국경군을 증강하였다. 그러나 친우회('위대한 이상'의 지지자) 회원이었던 그리스의 비정규군이 명령 없이 행동하여 터키의 국경 초소를 급습하였는데, 이로 인해 4월 17일에 오스만 제국은 그리스에 선전포고하였다. 이 전쟁은 그리스의 대패로 끝났다. 터키군은 독일인 사절 폰 데어 골츠 남작의 개혁 덕분에 무장을 잘 갖추고 있었으며, 그리스 군대는 몇 주 만에 후퇴하였다. 이때 열강이 다시 개입하여 1897년 5월에 정전 협정을 맺었다.

#### 결과
그리스-터키 전쟁에서 그리스가 패배하여 테살리아 북부 국경 지역의 작은 영토를 내주었으며, 승전국에 4,000,000파운드의 배상금을 지불하였다. 8월 25일 이라클리오의 학살 이후 열강은 '크리티 문제'의 최종 해결책을 강제하여 크레타는 오스만 제국 종주권하에 있는 자치 국가로 선포되었다.
베니젤로스는 크레타의 반란군 지도자이자 열강 제독들과 빈번하게 교류하는 유능한 외교가로서 크리티 자치국화 방안에서 중요한 역할을 수행하였다. 열강 4개국이 크레타의 행정권을 맡고, 그리스 국왕 요르요스 1세의 차남인 요르요스 왕자가 최고 행정관이 되었으며, 베니젤로스는 1899년에서 1901년까지 크레타 자치국의 사법부 장관을 지냈다.

### 크레타 자치국

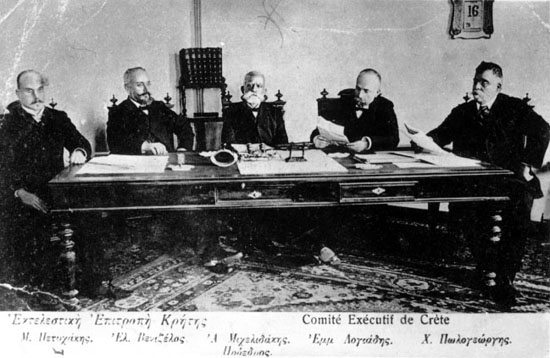
베니젤로스가 참석한 크리티의 회의. 왼쪽에서 두 번째가 베니젤로스이다.

요르요스 왕자는 크레타 자치국에서 3년 임기의 최고 행정관으로 임명되었다. 1898년 12월 13일, 그는 하니아에 도착하여 이 곳에서 전례없는 환영을 받았다. 1899년 4월 27일에 최고 행정관인 요르요스 왕자는 크레타의 지도자들로 구성된 행정 위원회를 설치하였다. 베니젤로스는 사법부 장관이자 행정 위원이 되었으며, 이들은 자치국을 조직하게 되었다. 1900년 5월 18일에 베니젤로스가 사법 입법 완성안을 제출하자 그와 요르요스 왕자간에 갈등이 일어났다.
요르요스 왕자는 유럽을 순방하기로 결정하고, 크리티 주민들에게 "제가 유럽에 순방할 때 저는 열강에게 (그리스와 크레타의) 병합을 요청할 것인데, 저는 제 혈연 때문에 일이 성사되길 바랍니다"라고 발표하였다. 이 발언은 위원회도 몰래 승인도 받지 않고 대중에게 전해졌다. 베니젤로스는 왕자에게 지금으로선 실행하기 어려운 일로 대중에게 기대를 주는 것은 적절하지 않아고 말하였다. 베니젤로스가 예상한대로 왕자의 유럽 순방 중에 열강은 그의 요청을 거부하였다.
다른 사안들을 놓고도 두 사람의 이견이 나왔다. 요르요스 왕자는 궁전을 짓고 싶어 하였으나 베니젤로스는 크리티 사람들이 최종 해결책이 나올 때까지 왕자의 통치를 일시적으로 받아들이고 있을 뿐이라며, 궁전이 왕자의 행정관직 지위를 영속화하는 수단이 될 것이므로 반대하였다. 두 사람의 관계는 점차 악화되어 베니젤로스는 여러 차례 사직서를 제출하였다.
행정 위원회 회의에서 베니젤로스는 열강의 군대가 섬에 계속 주둔하고 있으므로 크리티는 본질적으로 자치국이 아니며 열강은 자신들의 대리자인 요르요스 왕자를 통해 섬을 지배하고 있다는 자신의 의견을 피력하였다. 베니젤로스는 왕자의 임기가 끝나면 열강은 헌법 제39조에 따라 위원회를 소집해야 하며 위원회에서 새로운 원수를 선출하여 열강 세력이 있을 필요성이 없어지게 될 것이라고 말하였다. 열강의 군대가 자신들의 대리자들과 함께 섬을 떠나면 크리티와 그리스의 통합은 더욱 쉬워질 터였다. 베니젤로스의 반대 세력들은 이 제안을 이용하여 베니젤로스가 크리티를 자치 패권국으로 삼으려 한다고 비난하였다. 베니젤로스는 이들의 비난에 대응하여 재차 사직서를 제출하였는데, 이제 자신은 행정 위원들과 협력할 수 없으며 반대파 위원들과 함께할 뜻이 없다는 이유를 달았다.
1901년 3월 20일, 베니젤로스는 해임되었는데, "그는 아무 권한도 없이 행정 위원회의 견해와 반대되는 생각을 공개적으로 지지"했다는 이유였다. 그리하여 그는 요르요스 왕자에 대한 반대파의 영수가 되었다. 이후 3년간 그는 극심한 정치 갈등을 일으켜 섬의 행정이 사실상 마비되고 섬 전체에 긴장 상황이 재연되었다. 결국 1905년에 그는 테리소 반란을 일으킨다.

### 테리소 반란
1905년 3월 10일, 테리소에서 반란군이 모여 "단일한 자유 헌법 국가로서 크리티와 그리스의 정치적 통합"을 선포하였다. 열강에 전달된 이 결의안은 불법적인 임시 제도 때문에 크리티의 경제 발전이 저해되고 있으며 '크리티 문제'를 자연스럽게 해결할 방법은 그리스와 통합하는 길 뿐이라고 주장하였다. 열강의 승인을 받은 최고 행정관은 반란군에게 군사력을 동원할 것이라고 답변하였다. 그러나 테리소의 베니젤로스와 합류하는 위원들이 늘었다. 열강의 영사들은 무르니에스에서 베니젤로스와 만나서 합의를 이루고자 하였으나 아무 성과도 내지 못했다.

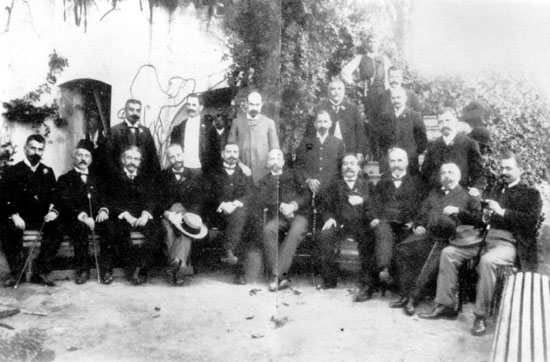
1906~1907년에 크리티의 새 헌법 초안을 다루던 위원회.

반란 정부는 크리티를 동부 루멜리아와 비슷한 정부로 인정받아야 한다고 요구하였다. 7월 18일, 열강은 계엄을 선포하였으나 반란군의 기세를 꺾지는 모하였다. 8월 15일, 하니아의 정기 회의에서 베니젤로스가 제안한 개혁안 대부분이 찬성표를 얻었다. 열강의 영사들은 다시 베니젤로스와 만나 그의 개혁안을 수용하였다. 이일로 테리소 반란이 끝나고 요르요스 왕자는 최고 행정관직에서 물러났다. 열강은 크리티의 새 최고 행정관을 정하는 권한을 그리스의 요르요스 1세에게 맡겨 사실상 크리티에 대한 오스만 제국의 종주권을 무효화하였다. 그리스의 전 총리였던 알렉산드로스 제미스가 최고 행정관직에 임명되었으며, 그리스인 장교와 임명직이 아닌 장교도 크리티 헌병대 조직에 참여할 수 있게 되었다. 헌병대가 조직되자 외국군이 섬에서 철수하였다. 이 일은 베니젤로스 개인에게도 승리였는데, 그는 그리스 뿐 아니라 유럽에서도 명성을 얻었다.
청년 투르크당 혁명 이후 1908년 10월 5일에 불가리아는 오스만 제국에 대해 독립을 선언하였으며, 하루 뒤 오스트리아 황제 프란츠 요제프는 보스니아-헤르체고비나의 병합을 발표하였다. 이러한 사건에 고무되어 같은 날 크리티도 들고 봉기하였다. 하니아와 주변 지역 주민 수천 명이 그 날 집결하여, 여기서 베니젤로스는 크리티와 그리스의 통합을 선언하였다. 아테네 정부와 미리 교신했던 제미스는 집회 전에 아테네로 떠났다.
의회가 소집되고 크리티의 독립이 선포되었다. 공무원들은 그리스 국왕 요르요스 1세의 이름으로 선서하였으며, 그리스 국법에 따라 임금을 대신하여 크리티 섬의 통치권을 가진 5명의 행정 위원회가 구성되었다. 위원회 의장은 안토니오스 미헬리다키스였으며, 베니젤로스는 사법부 및 외무부 장관이 되었다. 1910년 4월에 새 의회가 소집되었고, 베니젤로스는 의장으로, 다음에는 총리로 선출되었다. 모든 외국군이 크리티를 떠났으며, 권력은 완전히 베니젤로스 정부로 넘어갔다.

## 그리스 정계 활동

### 1909년 구디 군사 정변
1909년 5월, 수많은 그리스 군 장교들이 청년 투르크당의 통일과 진보 위원회를 모방하여 그리스의 정부 개혁과 군대 재조직을 시도하여 군사 연대가 생겼다. 1909년 8월 군사 연대는 지지자들과 함께 아테네의 교외 구디에서 진을 쳐 디미트리오스 랄리스 정부를 퇴진시켜 키리아쿨리스 마브로미할리스의 새 정부가 출범하였다. 초기에 군부는 내각에 직접 압력을 가하였으나, 당초 군사 연대를 지지하던 대중은 이들이 자신들의 요구를 실행할 줄 모른다는 사실이 분명해지자 등을 돌렸다. 군사 연대가 베니젤로스를 크리티에서 데려와 지도자로 삼을 때까지 정치 침체기가 이어졌다.
베니젤로스는 아테네로 가서 군사 연대 및 정계 인사들과 상의한 뒤 새 정부 설립과 의회 개혁을 제안하였다. 요르요스 1세 임금과 다른 정치가들은 그의 제안을 정권에 위험하다고 생각하였다. 그러나 위기의 심화를 우려한 요르요스 1세 임금은 정치 지도자들과 회동을 열어 베니젤로스의 개혁안을 받아들이도록 요청하였다. 수 차례 연기 끝에 임금은 (베니젤로스의 지시로) 스테파노스 드라구미스에게 새 정부 수립을 맡겨, 군사 연대가 해산되자 선거를 다시 열 수 있게 되었다. 1910년 8월 8일 선거에서 원내 의석 절반 이상을 정치 신인이던 무소속 의원들이 장악하였다. 베니젤로스는 자신의 그리스 시민권이 유효한가를 놓고 의혹이 있었으나, 직접 유세를 하지도 않고도 아티키의 선거인 명부 맨 위에 올랐다. 그는 이내 무소속 의원들의 지도자로 인정받아 자유당을 창당하였다. 선거 직후에 그는 절대 과반수를 차지하기 위해 새 선거를 치르기로 결정하였다. 기존 정당들은 항의하며 새 선거를 보이콧하였으며 1910년 11월 28일에 자유당은 262석 가운데 300석을 확보하였는데, 이들 대부분은 정치 신인이었다. 베니젤로스는 정부를 수립하고, 그리스의 정치, 경제, 국정을 개혁하게 되었다.

### 1910년~1914년의 개혁
베니젤로스는 종종 서로 상반되는 정치 성향 가운데에서 실용적인 타협책을 택하여 정치와 사회 이념, 교육, 문예 분야에서 자신의 개혁을 진전하고자 하였다. 가령 교육 분야에서 당시 일상 구어인 민중 그리스어 사용을 지지하는 흐름이 강해지자 보수파의 반발로 (고전 그리스어에 가까운) 공식적인 '정화된 언어'인 카타레부사 사용을 지지하는 조항(제107조)를 헌법에 삽입하게 되었다.
1911년 5월 20일, 개헌이 완료되었는데, 바뀐 헌법에서는 개인의 자유를 강화하고, 의회의 입법 업무가 쉽게 이루어지도록 하는 제도를 도입하며, 의무 초등 교육 제도를 도입하고, 강제 수용의 법적 권리를 두며, 공무원의 영속성을 보장하고, 행정 및 군대 재조직에 일을 맡기기 위해 외국인을 초빙하는 권리를 인정하며, 국가 위원회를 재설치하고, 헌법 개혁 과정을 간소화하는 데 초첨을 두었다. 이러한 개혁의 목적은 공공의 안녕과 법의 지배를 공고히 다지고, 국내 부의 창출 잠재력을 키우는 데 있었다. 이러한 맥락에서 오랫동안 계획된 '여덟 번째' 정부 부처인 국가경제부가 주도적인 역할을 맡았다. 1911년 초에 부처가 창설된 이래로 이집트 출신의 부유한 그리스인 상인이자 베니젤로스의 친구였던 엠마누일 베나키스가 국가경제부 장관직을 맡았다. 1911년에서 1912년 사이에 그리스의 노동법을 시행하기 위해 수많은 법안이 공포되었다. 아동 노동과 여성의 야간 교대 근무를 금지하며, 주중 노동 시간을 정하고, 일요일을 휴일로 삼으며, 노동 조직을 규정하는 제도가 생겼다. 베니젤로스는 입법과 안보의 관리를 개선하고 테살리아의 무토지 농민들을 정착시키는 조치도 시행하였다.

### 발칸 전쟁

#### 배경

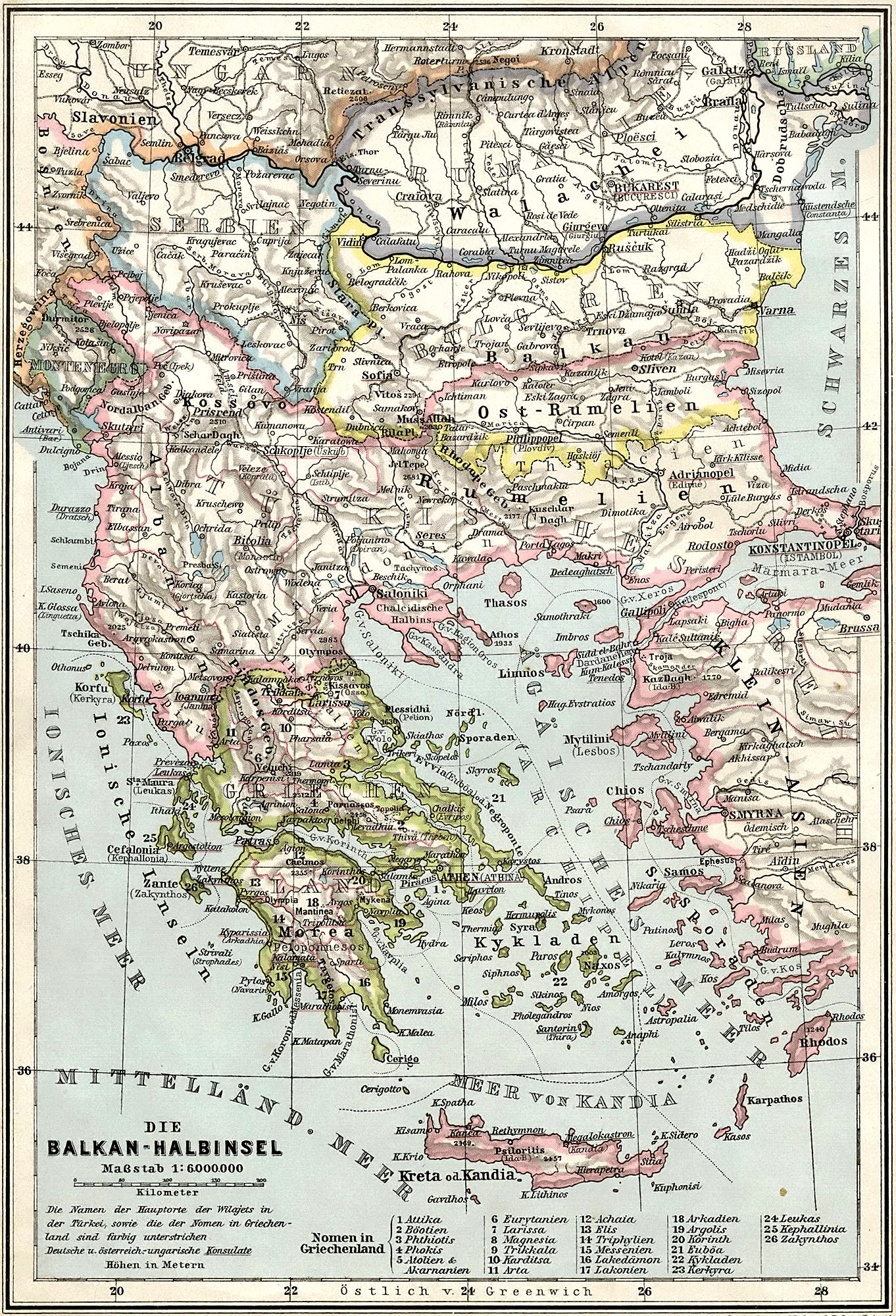
발칸 전쟁 이전에 발칸 국가들의 국경선.

이때 그리스는 당시 오스만 제국령이던 마케도니아와 트라키에 사는 기독교도 주민들의 생활 여건을 향상하고자 이곳에 개혁을 시행하는 일을 놓고 오스만 제국과 외교 접촉을 하였다. 개혁이 실패하면 오스만 제국을 발칸반도에서 몰아내고 발칸 국가들이 이 땅을 나눠 가지는 수밖에 없었다. 베니젤로스는 이 방책이 해볼만하다고 생각하였는데, 당시 투르크는 헌정 과도기 중에 있었고 행정 조직이 혼란하고 약화된 상황이었기 때문이었다. 또 투르크는 소아시아에서 유럽으로 군대를 이동시킬만한 함대를 갖추지 못한 데 반해, 그리스 해군은 에게해를 장악하고 있었다. 베니젤로스는 그리스의 육해군이 재조직되고(전 정권의 요르요스 테오토키스가 이미 그런 노력을 시작하였다) 경제가 회복될 때까지는 당장 본격적인 행동에 나서려 하지 않았다. 이제 베니젤로스는 투르크에 대해 '크리티 문제'를 종결하기 위하여 크리티 사람들이 그리스 의회에 대표자를 선출할 수 있는 권리를 인정하도록 요구하였다. 그러나 청년 투르크당(이들은 그리스-터키 전쟁 (1897년) 이후 자신감이 있었다)은 그리스인들이 그런 요구를 하면 자신들이 아테네로 진군하겠다고 위협하였다.

### 발칸 동맹
베니젤로스는 크리티 문제를 놓고 투르크와 접촉해도 별 진전이 없었던데다 러시아-터키 전쟁 (1877년 ~ 1878년)(이때 그리스는 중립을 취하여 평화 회담에 끼지 못했다) 때처럼 그리스가 마냥 손을 놓고 있길 바라지도 않았기에 투르크와 그리스의 분쟁을 해결할 유일한 방책을 택하기로 결심하고, 여타 발칸 국가인 세르비아, 불가리아, 몬테네그로와 동맹을 맺어 발칸 동맹을 이루었다. 1911년, 소피아의 왕실 연회에 그리스는 콘스탄티노스 왕세자를 대표자로 보냈으며, 불가리아 학생들이 아테네에 초대되었다. 이런 일은 좋은 영향을 주어 1912년 5월 30일에 그리스와 불가리아는 조약을 맺었다. 이 조약에서 양국 가운데 한 나라가 투르크의 침략을 받을 경우 서로 지원하기로 정했다. 세르비아와 협상하면서도 베니젤로스는 이와 비슷한 방식을 취하여 1913년 초에, 구두 합의 한 번만 거치고 협정을 이루었다.
몬테네그로는 1912년 10월 8일에 투르크에 선전포고하여 적대심을 드러내었다. 1912년 9월 18일, 그리스는 다른 발칸 동맹국과 함께 투르크에 전쟁을 선포하여 제1차 발칸 전쟁이 일어났다. 10월 1일에 의회 정기 회기에 베니젤로스는 투르크에 선전포고를 하고 크리티의 대표자를 받아들여 크리티와 그리스의 통합을 선언하면서 크리티 문제를 종결지었다. 그리스 사람들은 이러한 진전에 열광하였다.

#### 제1차 발칸 전쟁 - 콘스탄티노스 왕세자와의 갈등
제1차 발칸 전쟁이 일어나자 베니젤로스와 콘스탄티노스 왕세자의 관계에 여러 가지 문제가 생겼다. 이 문제는 두 사람의 공식적인 관계가 복잡한 탓도 있었다. 콘스탄티노스는 왕세자이며 미래에 임금이 될 사람이었으나, 한편으로는 베니젤로스의 명령을 받는 그리스 국방부 직속의 일개 군 사령관이기도 하였다. 그러나 당시에 그리스 국왕은 입헌 군주로서 국가의 부왕 요르요스는 당연히 국가의 지도자였다. 그러므로 왕세자와 임금의 분명한 관계 때문에 현실적으로 베니젤로스가 자신의 군 지휘관에 행사할 수 있는 권한이 줄어들었다.
이러한 상황에서 콘스탄티노스 왕세자의 군대는 마케도니아로 진군하여 승리를 거두었다. 이내 베니젤로스와 콘스탄티노스 사이에 처음으로 불화가 일어났는데, 군 작전의 목표가 문제였다. 왕세자는 이 전쟁의 군사적인 목표를 고집하였는데, 즉 적이 어디로 가건 간에 점령을 위한 필요 조건으로서 오스만 투르크 적군을 무찌르는 것이었다. 이내 오스만 제국 군대 대부분이 북쪽 모나스티르(비톨라)로 퇴각하기 시작하였다. 베니젤로스는 좀 더 현실적인 목표를 주장하였는데, 가능한 빨리 넓은 영토와 많은 도시(즉 마케도니아와 테살로니키)를 확보하고 그 다음에 동쪽으로 진군하자는 것이었다. 사란타포로 전투에서 그리스 군대가 승리하여 그리스 군대의 장래 진격 방향이 결정되자 둘의 논쟁은 명확해졌다. 베니젤로스는 이에 개입하면서 무슨 수를 써서라도 전략적 요충지의 항구이자 주요 도시인 테살로니키를 반드시 확보해야 하며, 그런 다음 동쪽으로 가야 한다고 주장하였다. 이런 생각에서 베니젤로스는 총참모부에 다음과 같은 전보를 보내었다.
Salonique à tout prix!

그리고 왕세자가 북쪽으로 진군하지 못하도록 막고자 중요 인물인 요르요스 임금과 계속 연락하였다. 그리하여 그리스군은 테살로니키에서 서쪽으로 40 km 떨어진 얀니차 전투에서 승리하였고 콘스탄티노스는 일 주일이 지나도록 테살로니키 시를 함락하는 데 주저하면서 베니젤로스와 공개적으로 맞서게 된다. 베니젤로스는 소피아 주재 그리스 대사관을 통해 불가리아군이 테살로니키 시로 진격하고 있다는 정확한 정보를 입수하여, 콘스탄티노스에게 전보를 보내 앞으로 피해는 왕세자 자신이 책임져야 한다고 엄하게 경고하였다. 베니젤로스가 그 전보를 보낼 때와, 콘스탄티노스가 투르크와 최종 합의 발표로 전보를 보낼 때의 그 문투는 제1차 세계 대전 중 그리스가 국론 분열로 치닫게 되는 두 사람의 갈등이 시작된 것으로 여겨진다. 1912년 10월 26일에 결국 그리스군은 불가리아군보다 간발의 차이로 테살로니키에 먼저 입성하였다. 그러나 콘스탄티노스가 불가리아군의 테살로니키 진입 요청을 받아들인 일을 놓고 두 사람의 갈등이 재연되었다. 소규모 부대였던 불가리아군은 곧 일개 사단 규모가 되어 도시로 진군하였으며 테살로니키의 공동 통치령으로 두려고 했고 당초 약속과 달리 물러날 기미를 보이지 않았다. 베니젤로스는 콘스탄티노스를 질책하며 (총리로서) 그에게 불가리아군을 퇴거시키라고 명령하여 책임을 지도록 하였으나, 이 명령으로 불가리아와 대립할 것이 분명하여 실행하기 어려운 일이었다. 베니젤로스가 볼 때, 콘스탄티노스가 불가리아군이 입성하도록 놔둔 뒤 이제 그는 당초의 과실을 고치기 위해 불가리아군과의 충돌 가능성에 대한 왕세자의 책임을 묵인해주었다. 콘스탄티노스에게 이것은 베니젤로스가 군사 문제에 관여하려 든 것이었다.  대부분의 역사가들은 콘스탄티노스가 자신의 결정이 가지는 정치적인 의미를 이해하지 못했다는 데 동의하고 있다. 그 결과 두 사람은 콘스탄티노스가 왕위에 오르기 전까지 서로에 대한 오해를 키워갔다.
마케도니아에서 군 작전이 완료되자, 왕세자가 이끄는 그리스 군대 상당수는 이피로스로 재배치되었으며, 비자니 전투에서 그리스군은 오스만의 진영을 점령하고 1913년 2월 22일에 요안니나를 점령하였다. 그러는 가운데 그리스해군은 재빨리 당시 오스만 제국이 지배하던 에게 해의 섬들을 확보하였으며, 여기서 그리스 함대는 두 번의 승리로 에게해의 재해권을 장악하여 투르크가 발칸반도에 증원군을 보낼 수 없도록 막았다.
11월 20일, 세르비아, 몬테네그로, 불가리아는 투르크와 정전 협정을 맺었다. 뒤이어 런던에서 열린 회의에서 그리스도 참여하였는데 이 와중에도 그리스군은 이피로스 전선에서 군 작전을 계속하고 있었다. 이 회의에서 동맹국과 투르크는 런던 조약을 맺었다. 위 두 회의에서 베니젤로스의 외교적 역량과 현실주의가 처음으로 드러났다. 협상 중 불가리아의 최대주의를 이용하여 베니젤로스는 세르비아와 긴밀한 관계를 맺을 수 있었으며, 이를 통해 1913년 6월 1일에 불가리아의 공격시 상호 방위를 위한 그리스-세르비아 군사 의정서를 체결하였다.

#### 제2차 발칸 전쟁

1832년~1947년 사이 그리스의 영토 팽창.

이런 가운데도 불가리아는 여전히 발칸반도의 패권국이 되길 원하여 과도한 요구를 내세웠으며, 한편 세르비아는 당초 불가리아와 합의했던 것보다 더 많은 영토를 주장하였다. 세르비아는 원래 조약을 개정하도록 요청하였는데, 열강이 알바니아를 성립시키면서 세르비아는 전쟁 전에 세르비아-불가리아 조약에서 세르비아 영토로 인정된 알바니아 북부를 잃었기 때문이었다. 불가리아는 또 마케도니아 지방 대부분과 테살로니키의 영유권을 주장하였다. 런던 회의에서 베니젤로스는 이 지역은 이미 그리스 군대가 점령했으며 또 불가리아는 세르비아와 했던 것처럼 전쟁 전에 논의하면서 영유권 주장에 대해 어떠한 확실한 결정도 거부하였다면서 불가리아의 요구를 거부하였다.
불가리아의 고집으로 동맹국간의 분열은 피할 수 없는 일이었으며, 불가리아는 이제 그리스 및 세르비아와 대립하게 되었다. 1913년 5월 19일, 그리스와 세르비아가 테살로니키에서 동맹 조약을 맺었다. 6월 19일에는 불가리아군이 세르비아와 그리스의 진지를 급습하면서 제2차 발칸 전쟁이 일어났다. 3월에 부왕 요르요스가 암살되면서 왕위를 계승한 콘스탄티노스 2세는 테살로니키에 주둔하던 불가리아군을 무력화하고 일련의 힘든 전투 끝에 불가리아군을 물리쳤다. 불가리아는 그리스 군대와 세르비아 군대에 제압당한데다 북쪽에선 루마니아 군대가 수도 소피아로 진군하자 결국 정전을 요청할 수밖에 없었다. 베니젤로스는 그리스 군 사령부가 있던 하지-베일리크로 가서 평화 협상시 그리스의 영토권 주장에 대해 콘스탄티노스와 숙의하였다. 그런 다음 그는 평화 협상이 열린 부쿠레슈티로 갔다. 1913년 6월 28일에 그리스, 몬테네그로, 세르비아, 루마니아가 한편이 되어 불가리아와 평화 조약을 맺었다. 이렇게 두 번의 승전으로 그리스는 마케도니아 지방 대부분, 이피로스, 크리티, 남은 에게 해 제도를 확보하여 영토를 갑절로 늘렸다. 다만 이 가운데 에게 해 제도는 영토의 상태가 확정되지 않아 오스만 제국과 그리스의 분쟁 요인이 되었다.

### 제1차 세계 대전과 그리스

#### 그리스의 제1차 세계 대전 참전 논란
제1차 세계 대전이 발발하고 오스트리아-헝가리 제국이 세르비아를 침공하자 그리스와 불가리아의 참전 여부를 놓고 논란이 벌어졌다. 그리스는 제2차 발칸 전쟁의 원인이 된 1913년 불가리아의 공격 당시 세르비아와 조약을 체결한 바 있었다. 이 조약은 발칸반도내의 상황만을 염두에 두고 정한 약속이었으므로 오스트리아-헝가리의 세르비아 침공에 대해서는 효력이 없었으며 베니젤로스와 콘스탄티노스 역시 동의한 바였다. 그러나 연합국이 세르비아를 지원하고 불가리아에겐 참전 조건으로 세르비아의 모나스티르(비톨라)-오흐리드 지방과 그리스령 동부 마케도니아(세레스 현, 카발라 현, 드라마 현 지역)를 제의하자 상황이 달라졌다. 베니젤로스는 그리스가 연합국에 합류할 경우 소아시아를 확보하리라 확신하여 불가리아에 영토를 할양하는 데 동의하였다. 그러나 콘스탄티노스가 반 불가리아 입장을 보여 거래가 불가능해졌다. 콘스탄티노스는 그러한 조건으로는 참전하길 거부하여 두 사람은 다시 갈라졌다. 불가리아가 동맹국에 합류하고 세르비아를 침공하여 세르비아는 완전히 몰락하였다. 그리스는 중립을 지키고 있었다. 베니젤로스는 그리스가 삼국 협상과 동맹을 맺어야 한다고 주장하였는데, 그는 영국과 프랑스가 승리하리라고 믿었을 뿐 아니라 지중해에서 영국-프랑스의 해군이 강력한 제해권을 확보하고 있어서 만일 해상 봉쇄를 당할 경우 지중해에 그리스에 악영향을 끼치리라 예상하였기 때문이었다. 그는 지리적인 근거에 대해 다음과 같이 말하였다.
아무도 지리를 거스를 수는 없다!

그러나 콘스탄티노스 임금은 동맹국을 좋아하였으며, 그리스가 중립에 서길 원하였다. 그는 독일 제국의 군사적 우위를 믿었을 뿐 아니라, 왕비 소피아가 독일 사람이었고 궁정도 친독일파였던 영향을 받았다. 그리하여 콘스탄티노스는 독일과 오스트리아에 유리하도록 그리스의 중립 유지를 고집하였다.
1915년 윈스턴 처칠은 그리스가 연합국을 대신하여 다르다넬스 해협에서 군사 활동을 할 것을 제안하였다. 베니젤로스는 이를 그리스가 삼국 협상 편에 서게 할 기회로 보았다. 그러나 국왕은 동의하지 않았고, 1915년 2월 21일에 베니젤로스는 사임하였다. 베니젤로스의 자유당은 선거에서 승리하였으며 새 정부를 구성하였다.

#### 국론 분열
비록 베니젤로스는 중립 유지를 약속하였으나, 1915년 선거 이후 그는 그리스의 동맹국인 세르비아를 불가리아가 침공하면서 자신은 당초의 정책을 버릴 수밖에 없다고 말하였다. 그리고 콘스탄티노스 1세가 국왕이 일방적으로 정부를 해산할 권리가 있다는 그리스 헌법 조항을 언급한 직후에 베니젤로스와 임금의 논쟁은 절정에 이르렀다. 그런 가운데 세르비아를 구원한다는 명분으로 1915년 10월에 삼국 협상은 테살로니키에 군대를 상륙시켰다.
두 사람간의 논쟁은 계속되었으며, 1915년 12월에 콘스탄티노스가 두 번째로 베니젤로스를 억지로 사임시키고 자유당이 장악한 의회를 해산하고 새 선거를 요청하였다. 베니젤로스는 아테네를 떠나 크리티로 돌아갔다. 그는 국왕의 의회 해산이 위헌적이라고 생각하여 선거에 참여하지 않았다.
1916년 8월 16일, 아테네에서는 시위가 일어나고 있었으며 테살로니키에 상륙한 모리스 사렐 장군 휘하의 연합군에 지지를 받아 베니젤로스는 공개적으로 왕의 정책에 대한 자신의 전면적인 반대를 천명하였다. 이 사건의 영향으로 그리스 사람들은 왕당파(또는 '반(反)베니젤로스파')와 베니젤로스파로 양분되었다. 1916년 8월 30일, 베니젤로스파 군 장교들이 테살로니키에서 정변을 일으켰으며, "국가 방위 과도 정부"를 선포하였다. 이들은 연합국의 지원을 받아 북부 그리스, 크리티, 에게 해 제도를 아우르는 분리된 "과도 국가"를 이루었다. 우선 이들 지역은 발칸 전쟁 중 얻은 "새로운 땅"으로 베니젤로스의 지지가 높은 지역이었던데 반해, "옛 그리스"는 주로 왕당파 편이었다. 국가 방위 정부는 마케도니아 전선에 투입할 군대를 모으기 시작하였으며, 이내 동맹국 군대와 싸우는 군 작전에 참가하였다.

#### 11월 사건 - 그리스의 제1차 세계 대전 참전

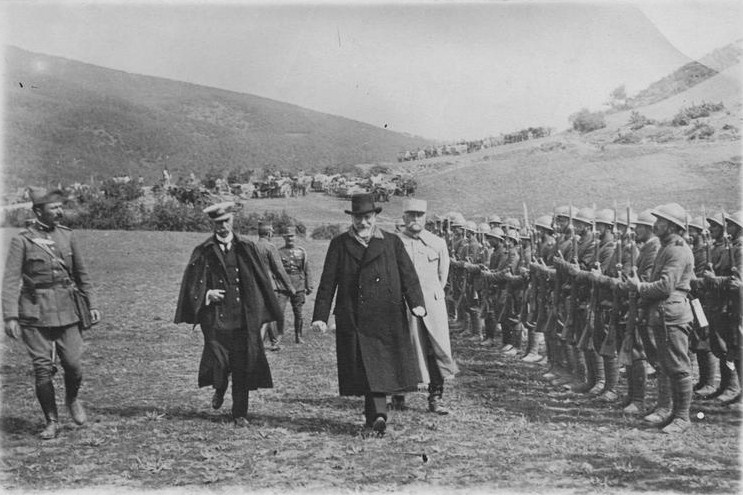
1918년 베니젤로스가 제1차 세계 대전 당시 마케도니아 전선에서 그리스 군을 사열하고 있다. 사진에서는 그의 옆에 파블로스 쿤두리오티스 제독(왼쪽)과 모리스 세렐 장군(오른쪽)이 있다.

연합국은 그리스 전체가 베니젤로스의 지도 아래 전쟁에 참전하게끔 아테네 왕당파 정부에 압력을 더했다. 1916년 10월 10일에 연합국은 아테네 정부에 최후 통첩을 보내 그리스 함대의 양도를 요구하였다. 그리스 정부는 마지못해 양보하였으며 10월 19일에 그리스 주요 군함의 부분적인 무장 해제가 이루어졌으며, 연합국은 30 이하의 군함을 끌어내었다.  3주 뒤 프랑스는 살라미나 해군 기지를 완전히 장악하였으며, 프랑스 승무원들이 그리스 군함을 운용하기 시작하였다. 그런 뒤 1916년 11월 19일(구력 11월 3일), 연합군 부제독 루이 다르티주 뒤 푸르네는 아테네 정부가 동맹국 대사들을 추방하도록 요구하는 새 최후 통첩을 보냈는데, 3일 전에 그는 그리스 군대 장비의 상당 부분을 인계하도록 요구한 바 있었다. 이에 그리스 정부가 다시 거부하자 1916년 11월 1일에 연합군은 해병대 3,000명을 피레아스에 상륙시켜 아테네로 진군하였다. 도시에 주둔하던 그리스 군대와 왕당파 민병대(epistratoi, '예비군')는 총 20,000명이 넘었으며 연합군을 공격하였다. 그 결과 연합군은 군함을 철수시킬 수밖에 없었으며, 연합군 해병대 사망자는 194명, 그리스인 사망자는 82명이었다. 뒤 푸르네 제독은 아테네 시 일부 지역에 해상 포격을 명령하였으며, 팔리로에 정박했던 연합군 전함은 왕궁 인근을 포격하기도 하였다. 제독 자신은 결국 자신의 여러 병사들과 함께 생포되었다.
이 전투 중 베니젤로스파가 어떤 역할을 했는지에 대해선 논란이 있다. 루이스 뒤 푸르네에 따르면 연합군은 몰래 무장한 베니젤로스파의 도움을 크게 받았다고 했는데, 이들은 여러 건물을 요새로 이용하였으며, 지나가는 그리스 군 부대에 기습 공격을 하거나 이들을 제압하려 하기도 하였다고 한다. 베니젤로스파는 매우 광범위하게 이 전투에 참여하였다고 하는데, 그리하여 뒤 푸르네 제독은 보고서에서 자신이 내전에서 싸웠다고 주장하였다. 베니젤로스파의 여러 요새들은 연합군 해병대가 밤중에 철수한 뒤에도 계속 싸웠으며, 다음 날(12월 2일)에야 점차 총격을 멈추고 항복하였는데, 이들에게서 상당한 무기와 탄약이 나왔는데 그때까지도 (무기를 보낸 곳인) 프랑스제 범포로 포장되어 있었다. 항복한 베니젤로스파 사람들은 감옥으로 보내졌으며, 가는 중에 사람들은 이들을 야유하고 욕하며 침을 뱉어서 호송자들은 이들이 폭행당하지 않도록 지키는 데 애를 먹었다. 그러나 다른 역사가들은 베니젤로스파가 연합군에 협력했다는 주장을 부정하기도 하는데, 당대의 왕당파 역사가였던 파블로스 카롤리디스는 침입자(연합군)를 도운 베니젤로스파는 없었으며, 저명한 베니젤로스파 사람들의 집을 급습했을 때도 칼 몇 자루 외에는 무기가 나오지 않았다고 주장하였다.
반(反)왕당파들이 침입자에게 협력했다는 소문 때문에 왕당파 무리들은 도시의 베니젤로스파들을 공격하였는데, 이들의 집과 가게를 약탈하였으며 35명이 살해당했다. 체스터는 사망자 대부분이 소아시아 출신의 피난민들이었다고 한다. 수 백명이 구금되고 독방에 갇혔다. 카롤리디스는 엠마누일 베나키스와 같은 어떤 베니젤로스파 저명 인사의 구금을 놓고 창피한 일이라고 썼다. 일부 저자들은 베나키스가 체포되어 구금되었을 뿐 아니라 학대받기까지 하였다고 주장한다. 셀리그만(Seligman)은 삼국 협상이 무조건적인 요구를 전달하여 1월 16일에 받아들여져 수감자들이 45일만에 풀려났다고 썼다.
이 사건은 당시 그리스에서 쓰이던 구력(율리우스력)에 따라 '11월 사건'(그리스어: Νοεμβριανά)이라고 불리는데, 국론 분열의 정점을 이룬 사건이었다. 1916년 12월 2일(구력 11월 19일), 영국과 프랑스는 공식적으로 베니젤로스의 정부를 합법 정부로 인정하여 그리스는 사실상 두 개의 나라로 갈라졌다. 그해 12월 7일(구력 11월 24일)에 베니젤로스의 과도 정부는 공식적으로 동맹국에 선전 포고를 하였으며, 콘스탄티노스 임금의 폐위를 선포하였다. 이에 왕당파는 베니젤로스의 체포 영장을 발행하였으며 아테네 대주교는 왕가의 압력을 받아 그를 파문하였다.
연합군의 굴욕적인 철수는 연합국에게 상당한 정치적 손실을 초래하였다. 사흘 뒤 영국에서는 허버트 헨리 애스퀴스 총리와 에드워드 그레이 경 외무 장관이 사임하였으며, 로이드 조지와 아서 벨푸어가 후임직을 맡았다. 당시 프랑스에서는 콘스탄티노스 임금과 협상하여 그리스의 두 정부를 화해시키자는 입장을 견지했던 아리스티드 브리앙 대통령의 직위도 위협을 받았으며, 아테네에서 벌어진 사건은 위기를 심화시켜 대폭 개각을 하고서도 대통령 자리를 겨우 지켰다. 영국의 지도부가 교체된 일은 그리스의 정치 변화에도 중요했는데, 로이드 조지가 친(親)그리스파로 알려져 있었던데다 베니젤로스의 열렬한 지지자였으며 동방 문제 해결에 전념했기 때문이었다. 다시 실수할 위험을 감수하긴 꺼렸으나 이 문제를 해결하겠다고 결심한 연합국은 왕에게 충성하던 남부 그리스 지역 근해에 해상 봉쇄를 감행하였으며 이곳 주민들은 극심한 고통에 시달려야 했다. 또 2월 혁명으로 러시아 제국의 로마노프 왕조가 몰락하자 연합국은 콘스탄티노스에게 더욱 강경한 태도를 취하였다. 6월에 연합국은 퇴위를 요구하는 최후 통첩을 보냈다. 1917년 6월 15일, 콘스탄티노스는 이를 수락하고 망명길에 올랐으며, 삼국 협상의 요구대로 장남이자 왕세자였던 요르요스 대신에 차남 알렉산드로스 1세가(연합국은 알렉산드로스가 친(親)연합국파라고 판단했다) 왕위를 승계하였다. 콘스탄티노스가 떠나자 여러 왕당파 저명 인사들, 특히 요안니스 메탁사스와 같은 군 장교들도 프랑스와 이탈리아로 망명하였다. 결국 연합국이 베니젤로스를 대신하여 그리스 정치에 대놓고 간섭하면서 반(反)베니젤로스 감정도 커졌다.
베니젤로스는 1917년 5월 29일에 아테네로 돌아왔으며 그리스는 공식적으로 연합국측에서 참전하였다. 그리하여 전체 그리스 군대가 동원되었으며(그러나 왕당파와 베니젤로스 지지파 사이에 군내 갈등은 남아있었다) 마케도니아 전선에서 중부 동맹국에 맞서 군 작전에 참가하였다. 1918년 가을 당시 9개 사단을 거느린 그리스군은 마케도니아 전선의 연합군 중 단일 국가로는 최대 규모였다.

#### 제1차 세계 대전 종전
전체 그리스 군대가 참전하면서 마케도니아 전선에서 힘의 균형이 크게 바뀌었다. 프랑스의 프랑셰 데스페레 장군이 지휘하던 그리스-세르비아-프랑스-영국 합동군은 1918년 9월 14일부터 불가리아와 독일 군대에 대규모 반격을 실시했다. 첫 대전투(스크라 전투 참조) 이후 불가리아는 방어 진지를 포기하고 자기 나라로 퇴각하였다. 9월 24일에 불가리아 정부는 휴전을 요청하여 5일 뒤에 협정이 체결되었다. 그리하여 연합군은 북으로 진군하여 연합군의 반격을 막으려던 독일과 오스트리아 군대를 물리쳤다. 1918년 10월에 연합군은 세르비아 전역을 수복하였으며 헝가리 침공 채비를 갖추었다. 1918년 11월에 헝가리 지도부가 항복을 요청하면서 오스트리아-헝가리 제국이 해체되자 이들의 반격도 멈추었다. 독일은 남쪽에서 자국으로 진군하는 연합군을 막을 병력이 없었기에 이들의 항복은 제1차 세계 대전 종전으로 이어졌는데, 결국 그리스군의 참전과 마케도니아 전선 돌파가 연합국의 결정적인 승리 요소가 되었다. 덕분에 그리스는 파리 강화 회의에서 베니젤로스가 한 자리를 차지한 것은 당연한 일이었다.

#### 세브르 조약

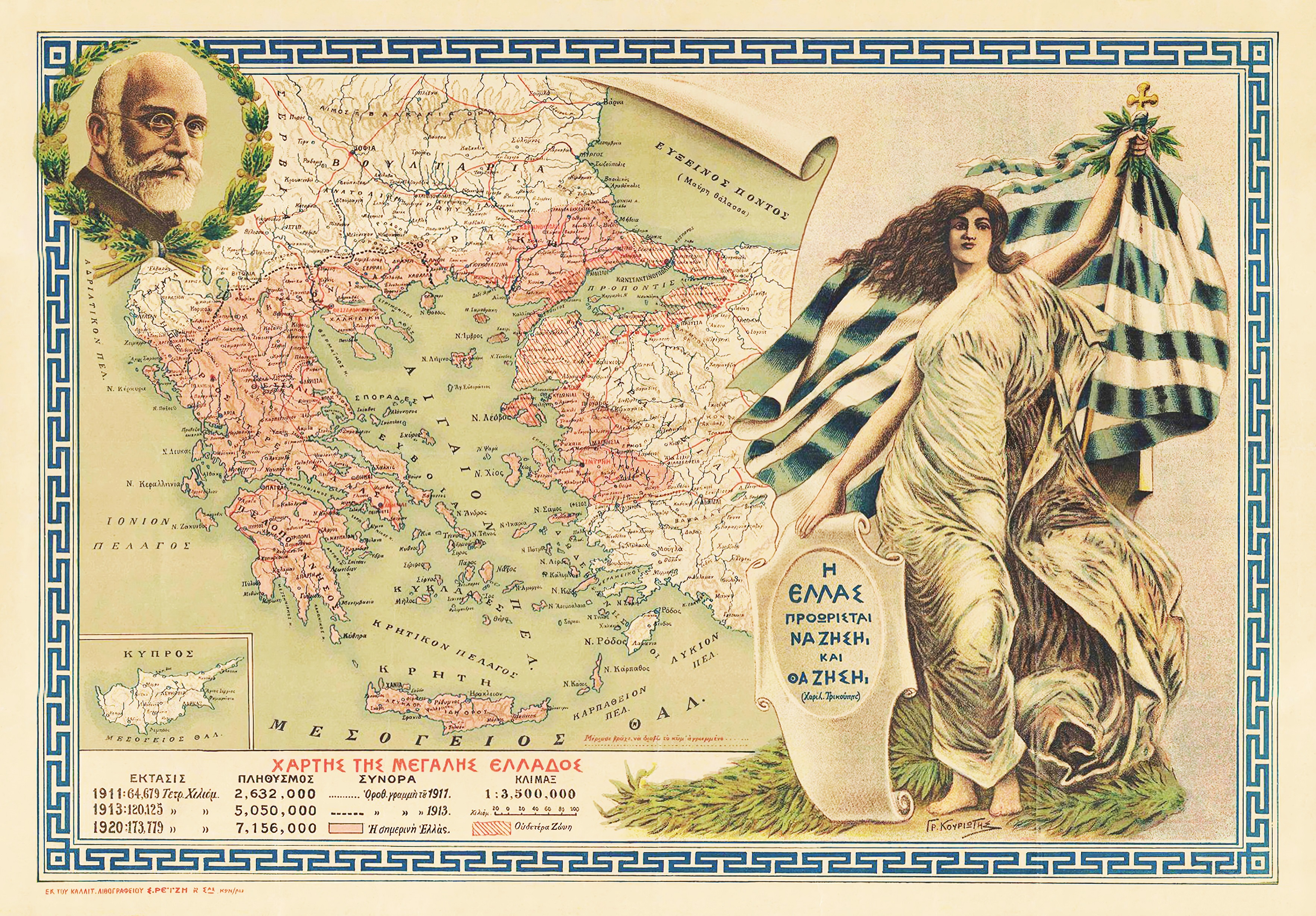
'위대한 이상'은 이제 실현이 눈앞에 다가온 듯 했던 세브르 조약 이후 그리스의 영토. 베니젤로스의 모습이 보인다.

제1차 세계 대전이 끝나자 베니젤로스는 1919년 파리 강화 회의에 그리스의 수석 대표단으로 참여하였다. 이때 그는 2년 가까이 해외에서 지내면서 뛰어난 국제 정치가란 평판을 얻었다. 우드로 윌슨 미국 대통령은 평화 협상을 위해 파리에 모인 외교 대표단 가운데 인물 역량면에서 베니젤로스를 최고의 인물이라고 말하기도 하였다.
1919년 7월, 베니젤로스는 이탈리아에게서 도데카니사 제도를 할양받도록 합의하였으며 소아시아의 스미르나 주도 그리스 영토로 확보하였다. 그리스는 1919년 11월 27일 불가리아와 맺은 뇌이 조약과 1920년 8월 10일 오스만 제국과 맺은 세브르 조약은 그리스와 베니젤로스의 승리였다. 이들 조약의 결과 그리스는 서트라키아, 동트라키아, 스미르나, 그리고 에게 해의 임브로스섬과 테네도스섬, 도데카니사 제도(로도스섬 제외)를 얻었다.
이런 성과를 거두었으나 광신 행위는 계속되어 정당간의 깊은 갈등이 생겼으며, 무분별한 행동을 하기에 이르렀다. 1920년 8월 20일, 베니젤로스는 귀환하는 중에 파리의 가르 뒤 리옹 철도역에서 두 왕당파 병사의 공격을 받았으나 무사하였다. 이 일로 그리스에 소요가 일어나 베니젤로스파는 알려진 반베니젤로스파에 대해 폭력 사태를 일으켰으며, 국가 분열에 더욱 기름을 부었다. 8월 13일에 베니젤로스파 준군사 조직이 반베니젤로스파였던 이온 드라구미스를 암살하면서 베니젤로스의 반대파에 대한 탄압은 정점에 이르렀다. 베니젤로스는 부상에서 회복하고 그리스로 돌아와 영웅으로 환영받았는데, 그가 그리스 주민들이 사는 땅을 해방하고 "두 대륙과 다섯 바다"를 가로지르는 땅에 국가를 세웠기 때문이었다.

### 1920년 선거 패배와 대화재
세브르 조약이 체결된 지 두 달 뒤인 1920년 10월 2일에 알렉산드로스 임금이 원숭이에 물려 패혈증으로 죽었다. 그가 죽으면서 그리스가 왕정 혹은 공화정 중 어느 쪽을 선택해야 할지를 놓고 헌정 문제가 다시 불거져나왔으며, 11월 선거는 베니젤로스파와 알렉산드로스의 아버지인 콘스탄티노스 전 국왕의 대결로 비화되었다. 1920년 선거에서 대부분 콘스탄티노스의 지지자들이었던 반베니젤로스파가 원내 370석 중 246석을 얻었다. 자신도 의원 의석을 잃은 베니젤로스나 대다수 대중에게서 이 선거 결과는 놀라운 일이었다. 베니젤로스 자신은 선거 패배의 원인을 놓고 1912년 이래 거의 쉬지 않고 싸웠던 그리스 인민들이 전쟁에 지친 탓이라고 보았다. 베니젤로스파는 군 동원 해제와 소아시아 철수를 약속한 것이 반대파의 가장 강력한 무기라고 생각하였다. 1917년~1920년 기간에 베니젤로스파가 권력을 남용하고 정적들을 탄압한 것도 사람들이 반대파에 표를 던지는 원인이었다. 그리하여 1920년 12월 6일, 콘스탄티노스 1세 임금은 국민 투표에 따라 소환되었다. 이 사건은 새로이 해방되었던 소아시아 주민들 뿐 아니라 콘스탄티노스의 복위를 반대하던 열강들에게 크나큰 실망이었다. 선거에서 패배한 베니젤로스는 정계에서 물러나 파리로 떠났다.
반베니젤로스가 집권하자 이들은 소아시아에서 군 작전을 계속하고자 하였다. 그러나 전쟁 경험이 풍부한 친(親)베니젤로스파 군 장교들이 사소한 정치적 이유로 물러난데다 그리스가 터키 군대의 역량을 얕잡아봤는데, 이는 양국 전쟁의 향방에 영향을 주었다. 이탈리아와 프랑스는 그리스의 왕정 복고를 무스타파 케말(터키의 지도자)와 화해할 좋은 구실로 여겼다. 1921년 4월, 모든 열강국은 중립을 선언하였으며, 그리스는 혼자 전쟁을 계속하였다. 케말 파샤는 8월 26일에 대규모 공격을 일으켰으며, 그리스군은 스미르나로 진군했는데, 얼마 안되어 1922년 9월 8일에 이 도시는 터키군에 함락되었다. (스미르나 대화재 참조)
1922년에 그리스가 전쟁에서 패배하고 니콜라오스 플라스티라스와 스틸리아노스 고나타스 대령이 무장 반란을 일으키자, 콘스탄티노스는 퇴위하고(그의 아들 요르요스 2세가 왕위를 물려받았다) 여섯 명의 왕당파 지도자가 처형되었다. 베니젤로스는 그리스와 터키의 평화 협상에서 그리스 대표단장으로 나섰다. 그는 1923년 7월 24일에 터키와 로잔 조약을 맺었다. 전쟁의 여파로 백만 명이 넘는 그리스 난민들이 튀르키예에서 쫓겨났으며(그리스에서는 무슬림 500,000여명이 터키로 교환되었다), 그리스는 터키에 동트라키아, 임브로스섬, 테네도스섬을 넘겨줘야 했다. 이 재앙으로 위대한 이상은 종막을 고했다. 요안니스 메탁사스 장군이 친(親)왕당파 반란을 일으키다 실패하여 요르요스 2세는 망명할 수밖에 없었으며, 베니젤로스는 그리스에 돌아와 다시 총리직에 올랐다. 그러나 1924년에 그는 반왕당파와 싸운 뒤 다시 떠났다.
권좌에서 물러난 사이 베니젤로스는 투퀴디데스의 저작을 현대 그리스어로 번역하였는데, 번역문과 미완성 주석은 그가 죽은 뒤 1940년에야 출간되었다.

### 1928년 재집권과 이후의 망명

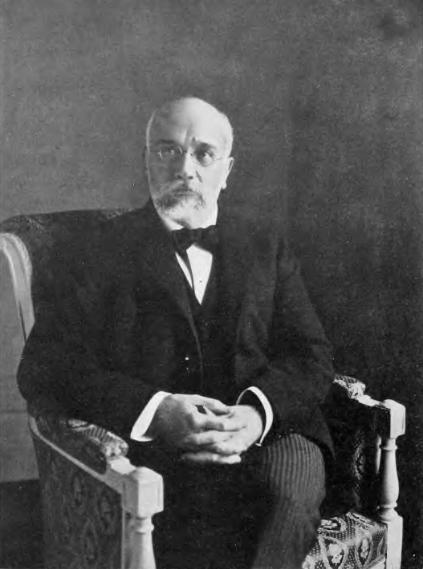
1920년대 초의 베니젤로스.

1928년 7월 5일에 열린 선거에서 베니젤로스의 당이 승리하여, 같은 해 8월 19일에 정부가 새 선거를 열게끔 하였는데, 이때 자유당은 원내 250석 가운데 228석을 얻었다. 다시 집권한 베니젤로스는 주변국들과 정상 관계를 회복하여 그리스의 외교 고립 상태를 끝내고자 하였다. 그의 노력은 새로이 성립한 유고슬라비아 왕국과 이탈리아의 경우에서 성공을 거둔 것으로 나타났다. 처음에 베니젤로스는 1928년 9월 23일에 로마에서 베니토 무솔리니와 협정을 맺었으며, 그런 다음 유고슬라비아와 협상하여 1929년 3월 27일에 우호 조약을 이끌어냈다. 또 그리스에 유리한 방식으로 테살로니키에 유고슬라비아 자유 무역 지대 지위를 정하는 추가 의정서도 맺었다. 아서 헨더슨을 필두로 1930년~1931년에 영국의 협력에도 불구하고 베니젤로스의 총리 재직 당시에 불가리아와 완전한 화해를 이루는 데는 실패하였다. 베니젤로스는 알바니아에 대해서도 주의를 기울였으며, 쌍방간에 관계는 좋은 수준이었으나 미해결 사안(주로 알바니아 남부의 그리스 소수 집단의 지위와 관련된 것이었다)의 최종 해결은 별 진척이 없었다.
이 시기에 베니젤로스가 외교 정책에서 이룬 가장 큰 성과는 터키와 화해를 이룬 것이었다. 그는 1928년 7월 23일 테살로니키에서 한 연설에서, 자유당의 선거 승리 이전부터 자신은 양국 관계 정상화를 원했다는 뜻을 전했다. 정부를 구성한 지 11일 만에 그는 터키의 이스멧 이노누 총리와 테브피크 루스튀 외무 장관에게 편지를 보내어 그리스가 더 이상 터키 영토에 욕심이 없음을 밝혔다. 이노누의 답신은 긍정적이었으며, 이탈리아는 두 나라가 합의에 이를 수 있도록 성심껏 도왔다. 그러나 협상은 서로 교환되는 인구의 복잡한 재산 문제 때문에 지연되었다. 결국 1930년 4월 30일에 양측은 합의에 도달하였으며, 베니젤로스는 터키를 방문하여 터키와 우호 협정을 맺었다. 또 베니젤로스는 두 지도자가 서로 존경한다는 점을 강조하며, 케말 아타튀르크를 1934년 노벨 평화상 후보로 추천하기도 하였다. 독일의 헤르만 뮐러 수상은 그리스-터키의 화해를 이르러 "대전쟁이 끝난 이래 유럽의 가장 큰 업적"이라고 표현하기도 하였다. 그러나 그리스 국내에서는 반대파 뿐 아니라 자유당원들도 터키 출신 그리스 난민들을 대변하며 베니젤로스의 정책을 비판하였다. 베니젤로스는 로잔 조약을 맺으면서, 튀르키예에서 추방된 그리스인들의 재산과 해상 장비 문제를 놓고 터키에 너무 많은 양보를 했다고 비난받았다.
1929년, 베니젤로스 정부는 난민 유입으로 말미암하 생활 여건이 악화된 하류층의 반발을 막기 위해 소위 '이디오니모'(ιδιώνυμο, '특별 불법령')이란 법을 도입하였는데, 이 법은 노동조합주의, 좌익 세력, 공산주의자들을 탄압하고 시민 자유를 제약하는 법이었다.
그러나 1930년대 초, 대공황의 여파로 그의 국내 지위는 약화되었으며, 1932년 선거에서 그는 파나이스 찰다리스가 이끄는 인민당에 패배하였다. 정치 상황은 더욱 악화되었으며 1933년에 베니젤로스는 두 번째로 암살 시도를 당했다. 새 정부의 친(親)왕당파 성향으로 말미암아 베니젤로스파에서 1933년과 1935년에 니콜라오스 플라스티라스 장군의 주도로 정변 시도가 있었지만 실패하였다. 1935년의 정변 실패로 제2공화국의 운명이 결정나 버렸다. 정변이 실패하자 베니젤로스는 다시 그리스를 떠났으며, 그리스의 재판정에서 베니젤로스파 저명 인사들이 처형되었으며, 그 자신도 궐석 재판으로 사형을 선고 받았다. 심각하게 약화된 공화국은 1935년 10월에 요르요스 콘딜리스의 정변으로 막을 내렸으며, 그해 11월 국민 투표로 요르요스 2세 임금이 복위되었다.

## 망명과 죽음

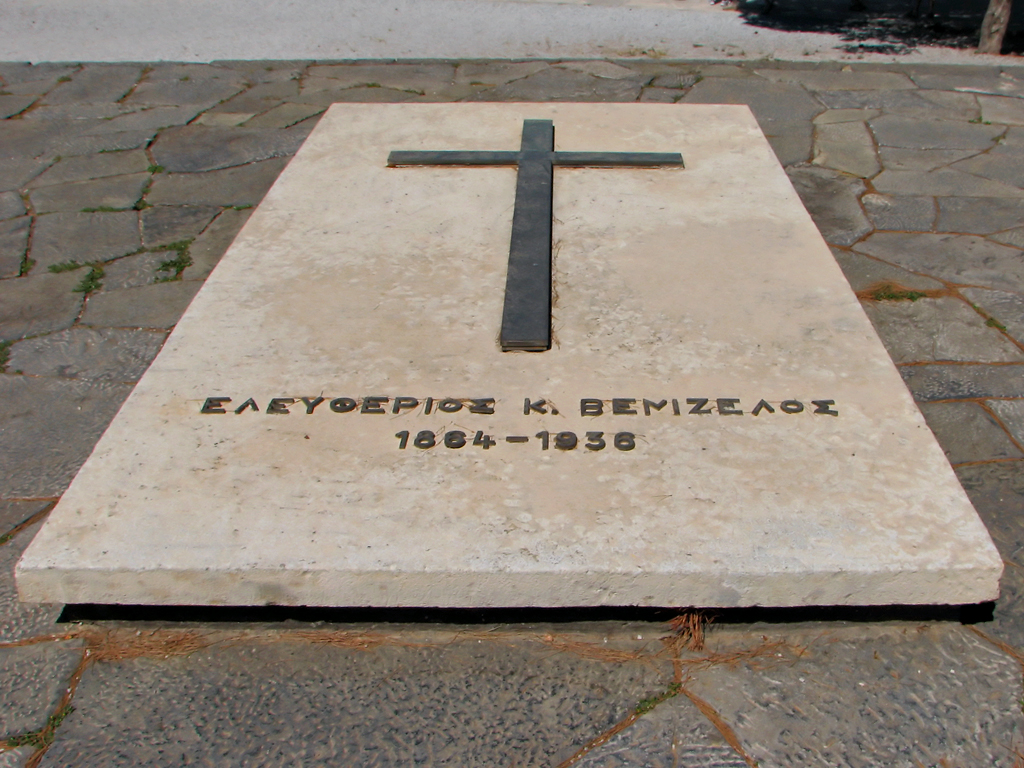
크리티섬 하니아 근처의 아크로티리에 있는 베니젤로스의 묘석.

베니젤로스는 파리로 떠났으며, 1936년 3월 12일에 알렉산드로스 잔나스에게 마지막 편지를 썼다. 그는 13일 아침에 뇌졸중이 생겼으며, 5일 뒤 루 부종(rue Beaujon) 22번가에 있는 자신의 아파트에서 세상을 떠났다. 그의 시신을 그리스로 보내기 전, 파리에 사는 그리스인들 중 그의 지지자 무리가 철도역까지 시신 운구를 따랐다.
그의 유해는 구축함 파블로스 쿤투리오티스 호를 통해 하니아로 옮겨졌는데, 소요가 일어나는 일이 없도록 아테네를 경유하지 않았다. 크리티 아크로티리에서 열린 그의 장례식은 수많은 사람들이 참석한 가운데 성대하게 거행되었다.

## 개인사와 가족
1891년 12월, 베니젤로스는 엘레프테리오스 카텔루조스의 딸인 마리아 카텔루주와 결혼하였다. 신혼 부부는 할레파 집의 위층에서 살림집을 차렸으며, 베니젤로스의 어머니와 형제 자매는 아래층에 살았다. 이곳에서 둘은 행복한 시간을 보내었으며, 1892년에 키리아코스를, 1894년에 소포클리스를 낳았다. 그러나 이들의 결혼 생활은 짧았으며, 불행이 닥쳤다. 마리아는 1894년 둘째 아들을 낳은 뒤 산욕열로 죽었다. 아내의 죽음으로 베니젤로스는 크게 상심하였으며, 슬픔의 표시로 그는 자신의 특징인 수염을 죽을 때까지 길렀다.
1920년 11월 총선에서 패배한 베니젤로스는 파리에 半강제로 망명하였다. 첫 번째 부인이 죽은 지 27년이 지난 1921년 9월에 그는 런던의 하이게이트에서 헬레나 실리치(Helena Schilizzi, 또는 스킬리치Skylitsi)라는 부유한 여성과 결혼하였으며, 파리 루 부종 22번가의 아파트에서 새살림을 차렸다. 그는 1927년 하니아로 돌아올 때까지 이 곳에서 살았다.

## 같이 보기
- 콘스탄티노스 1세
- 요르요스 1세
- 근대 그리스
- 위대한 이상
- 요안니스 메탁사스
- 베니젤로스주의
- 아테네 국제 공항

| 전임 스테파노스 드라구미스 | 제93대 그리스의 총리 1910년 10월 18일 ~ 1915년 3월 10일 | 후임 디미트리오스 구나리스 |

| 전임 디미트리오스 구나리스 | 제95대 그리스의 총리 1915년 8월 23일 ~ 1915년 10월 7일 | 후임 알렉산드로스 제미스 |

| 전임 디미트리오스 구나리스 | 외무부 장관 23 August 1915년 8월 23일 ~ 1915년 10월 7일 | 후임 알렉산드로스 제미스 |

| 전임 알렉산드로스 제미스 | 제102대 그리스의 총리 1917년 6월 27일 ~ 1920년 11월 18일 | 후임 디미트리오스 랄리스 |

| 전임 아나스타시오스 하랄람비스 | 군부 장관 1917년 6월 27일 ~ 1920년 11월 18일 | 후임 디미트리오스 구나리스 |

| 전임 스틸리아노스 고나타스 | 제112대 그리스의 총리 1924년 1월 24일 ~ 1924년 2월 19일 | 후임 요르요스 카판타리스 |

| 전임 알렉산드로스 제미스 | 제121대 그리스의 총리 1928년 7월 4일 ~ 1932년 5월 26일 | 후임 알렉산드로스 파파나스타시우 |

| 전임 알렉산드로스 파파나스타시우 | 제123대 그리스의 총리 1932년 6월 5일 ~ 1932년 11월 3일 | 후임 파나이스 찰다리스 |

| 전임 파나이스 찰다리스 | 제125대 그리스의 총리 1933년 1월 16일 ~ 1933년 3월 6일 | 후임 알렉산드로스 오토네오스 |

| 전임 창당 | 제1대 자유당 총재 1910년 ~ 1936년 | 후임 테미스토클리스 소풀리스 |